# Brunnsgården

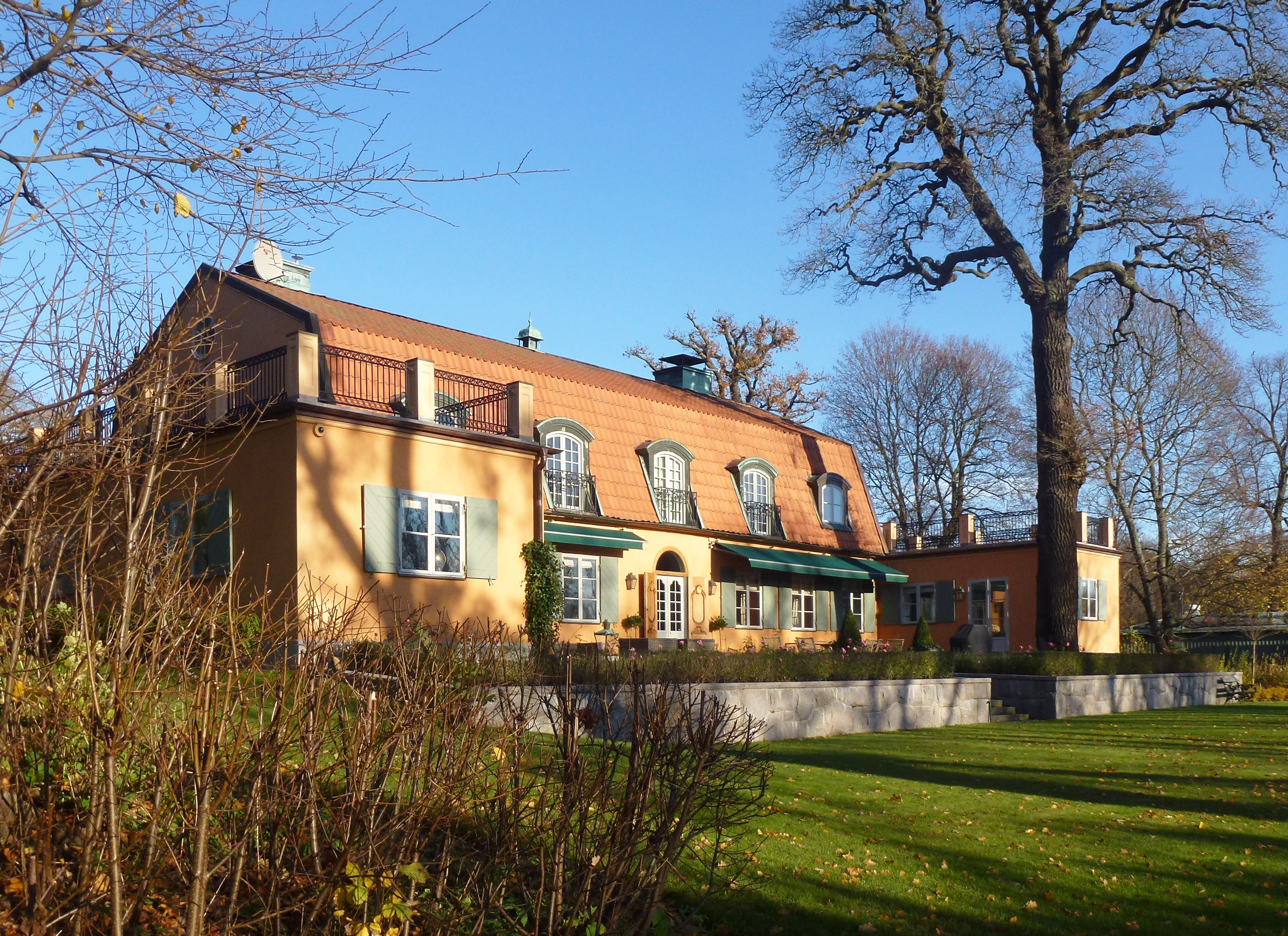
Brunnsgården, fasad mot syd, oktober 2014.

Brunnsgården är en villa vid Djurgårdsbrunnsvägen 64 på Södra Djurgården i Stockholm. Bebyggelsen i området består av en huvudbyggnad, två flygelbyggnader och en tidigare grindstuga. Samtliga är privatvillor. Nuvarande huvudbyggnad uppfördes 1929, medan flyglarna härrör från 1827.

## Historik

### Huvudbyggnad
Namnet Brunnsgården anknyter till lägenheten Djurgårdsbrunn som låg här sedan mitten av 1700-talet. Då var området en brunnsort och från den tiden återfinns här bland annat Djurgårdsbrunns värdshus och Djurgårdsbrunns Apotekshus. Kring sekelskiftet 1900 ägdes lägenheten Brunnsgården av källarmästaren C.A. Söderlund, som även drev Hamburger Börs.
Den gamla huvudbyggnaden revs i slutet av 1920-talet och i dess ställe lät Wilhelm Olin, direktör i Norrmalms livsmedel, uppföra nuvarande villa som stod färdig 1929. Därom påminner årtalet och initialerna i smidesgrinden: ”Byggd av K W anno 1929”. K W står för Karin och Wilhelm Olin. Den nya byggnaden gestaltades som en 1700-tals herrgård med brutet sadeltak och putsade fasader. I mitten av 1970-talet ägdes Brunnsgården av arkitekten Adam Backström som sålde den på 1980-talet till sin far Sven Backström.

### Bilder, huvudbyggnad

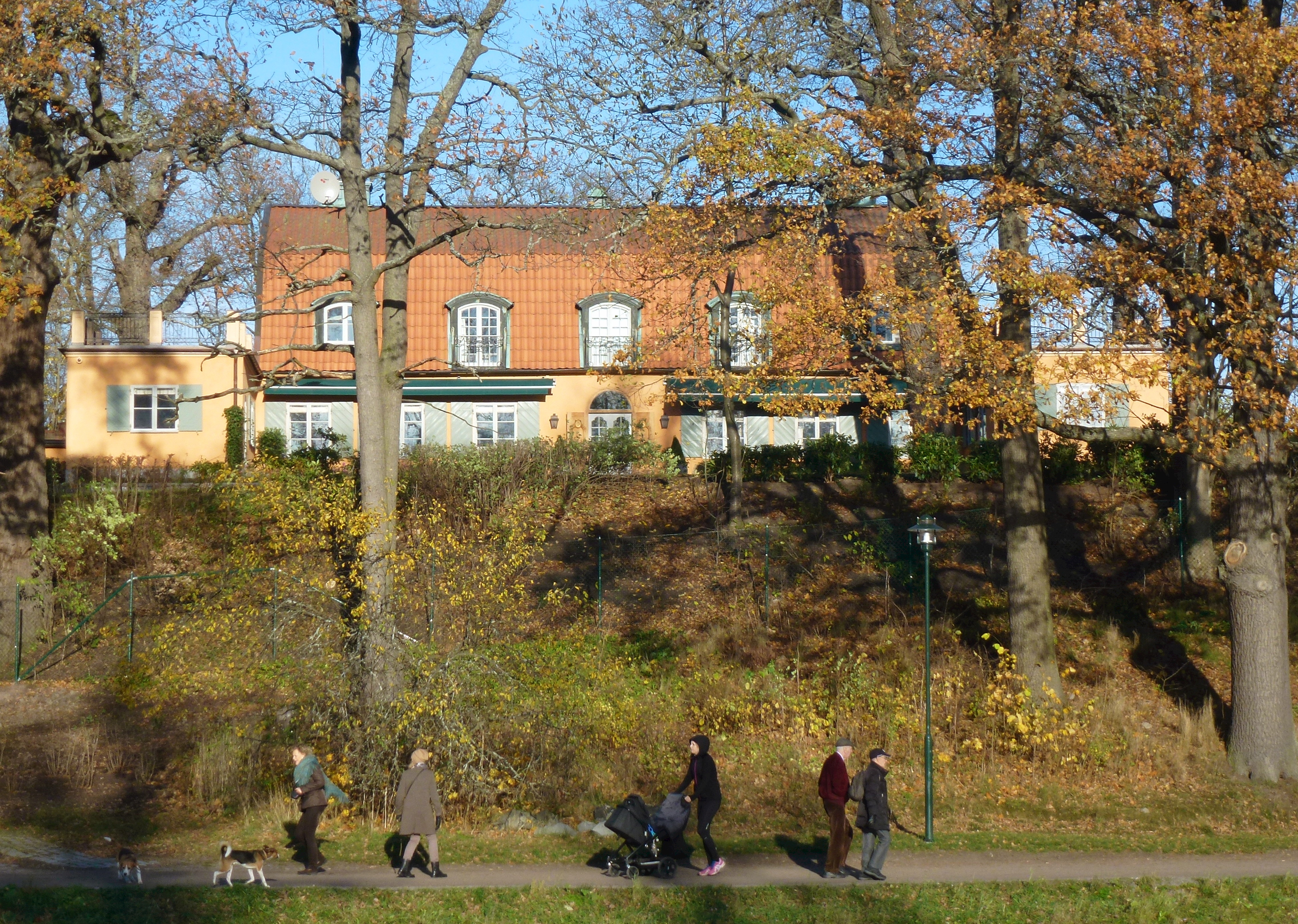
Brunnsgården fasad mot syd
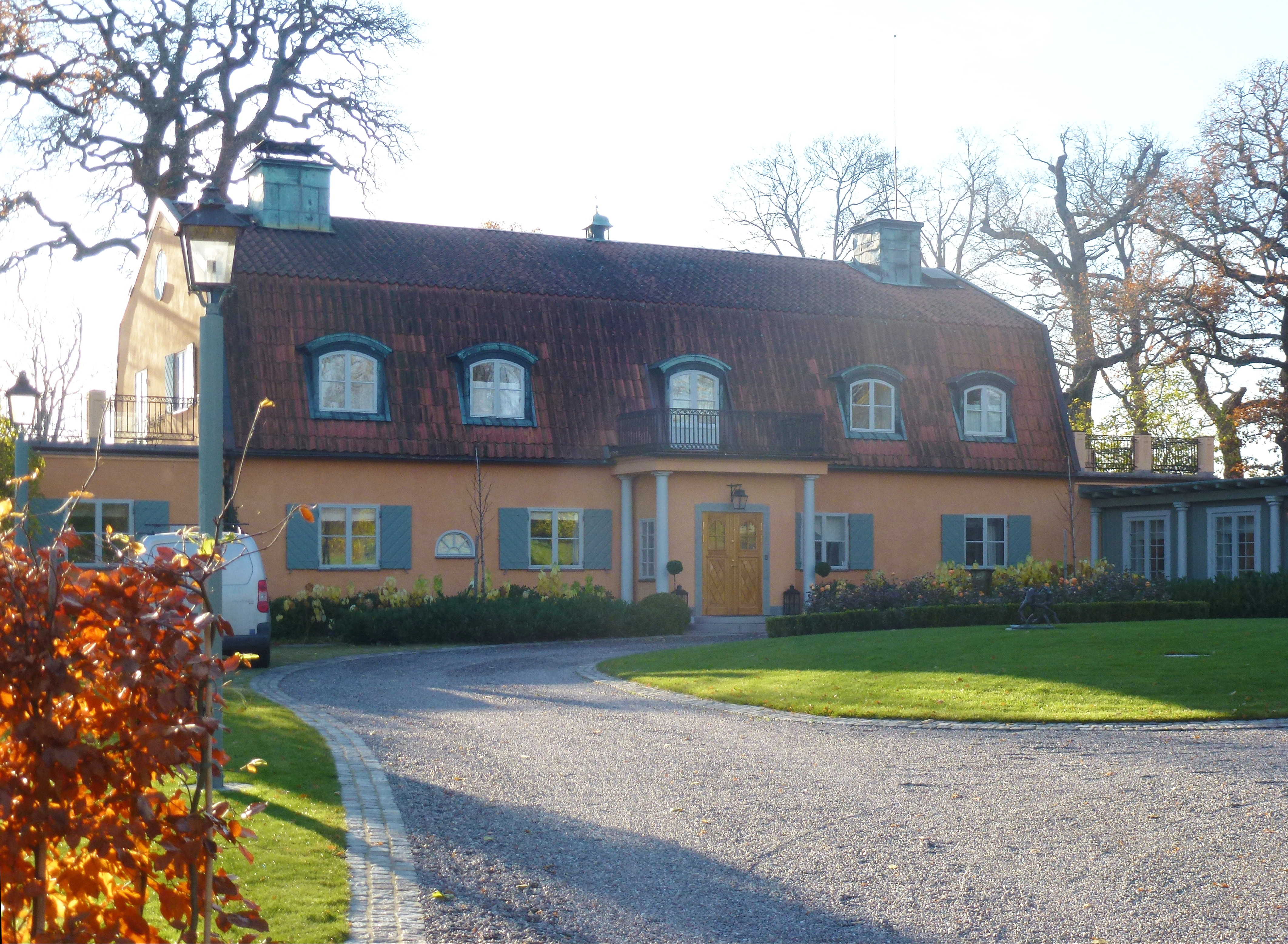
Brunnsgården fasad mot norr
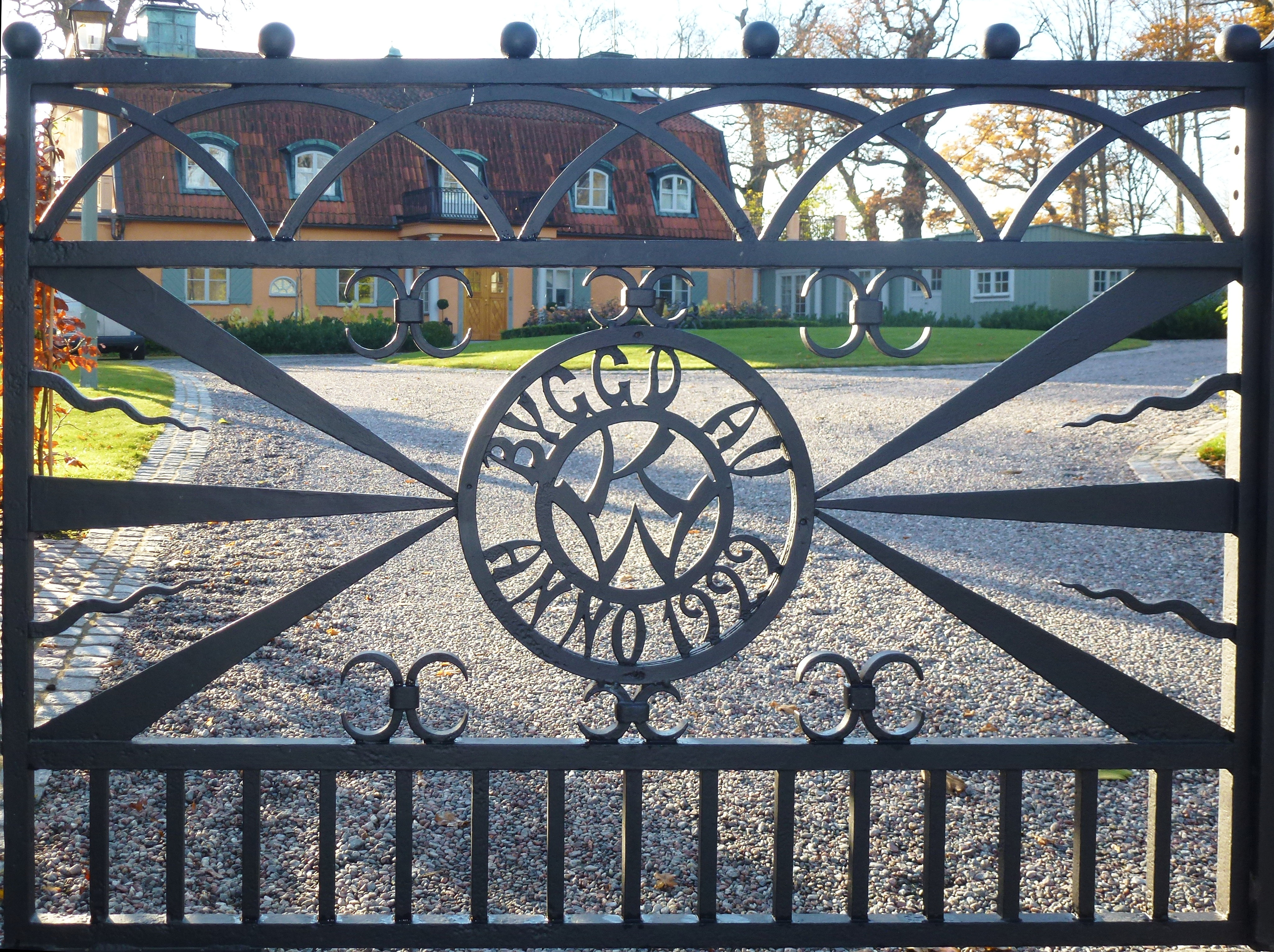
Grinden: ”Byggd av K W anno 1929”

### Flyglarna
Strax norr om Brunnsgården, vid Djurgårdsbrunnsvägen 62 respektive 66 ligger två grönmålade flygelbyggnader som uppfördes 1827 i liggtimmer. Den ursprungligen kvadratiska grundplanen har genom tillbyggnader förändrats, varvid symmetrin i fasaden rubbades. I sydöstra flygeln bodde under flera år regissören Alf Sjöberg med maka Elsa. Båda byggnader har av Stockholms stadsmuseum blivit grönklassade, vilket innebär ”särskilt värdefull från historisk, kulturhistorisk, miljömässig eller konstnärlig synpunkt.”

### Grindstugan
I anslutning väster om de båda flygelbyggnaderna, med adress Djurgårdsbrunnsvägen 60, återfinns den gamla grindstugan. Det rör sig om en liten byggnad formgiven i götisk (nygotisk) stil. Huset har branta takfall och grönmålade fasader av träpanel. Här fick man betala en avgift för att komma in på Djurgårdsbrunnsområdet. Grindstugan har under början av 1990-talet blivit tillbyggd mot syd.

### Bilder, övriga byggnader

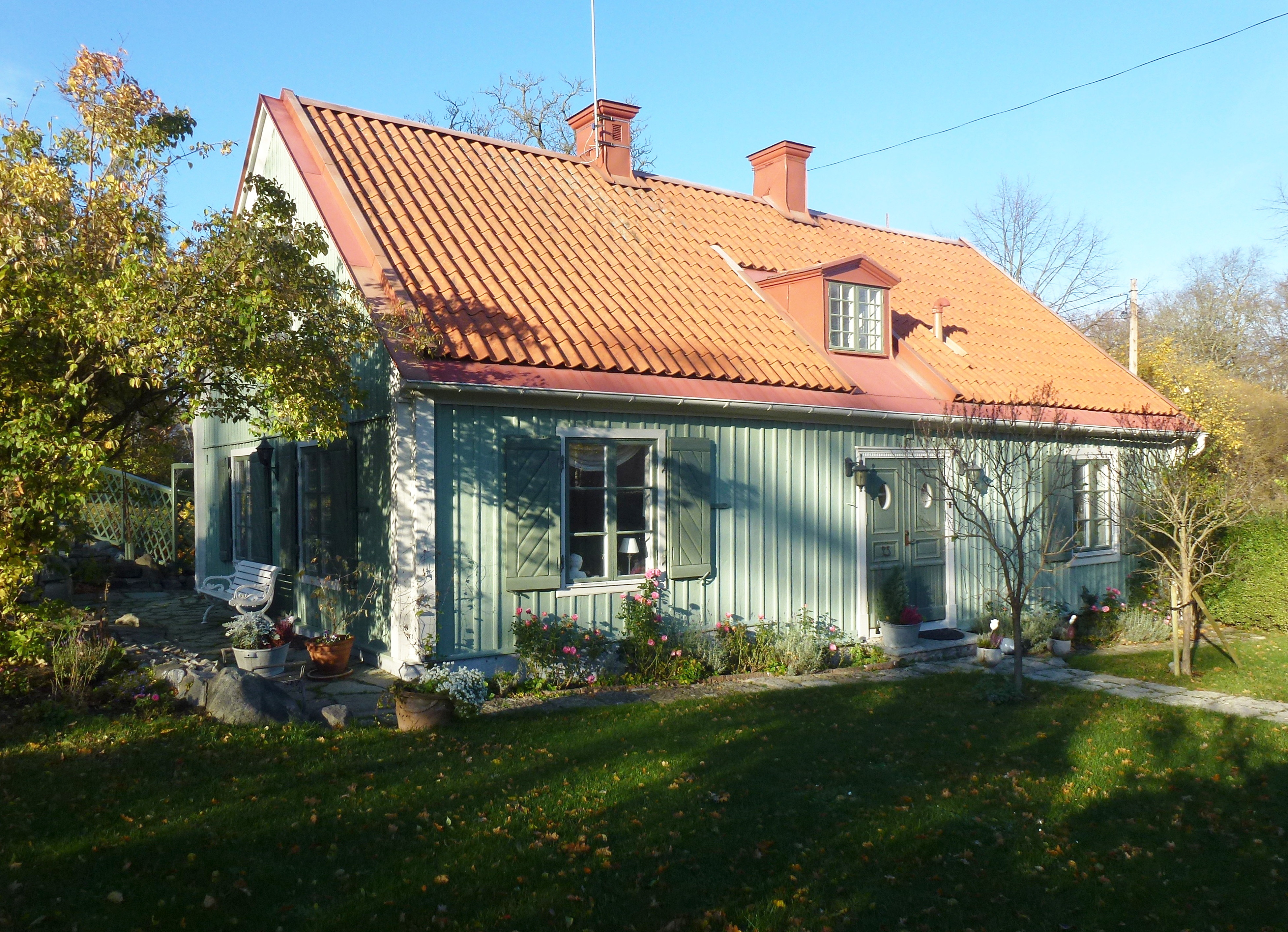
Nordvästra flygeln
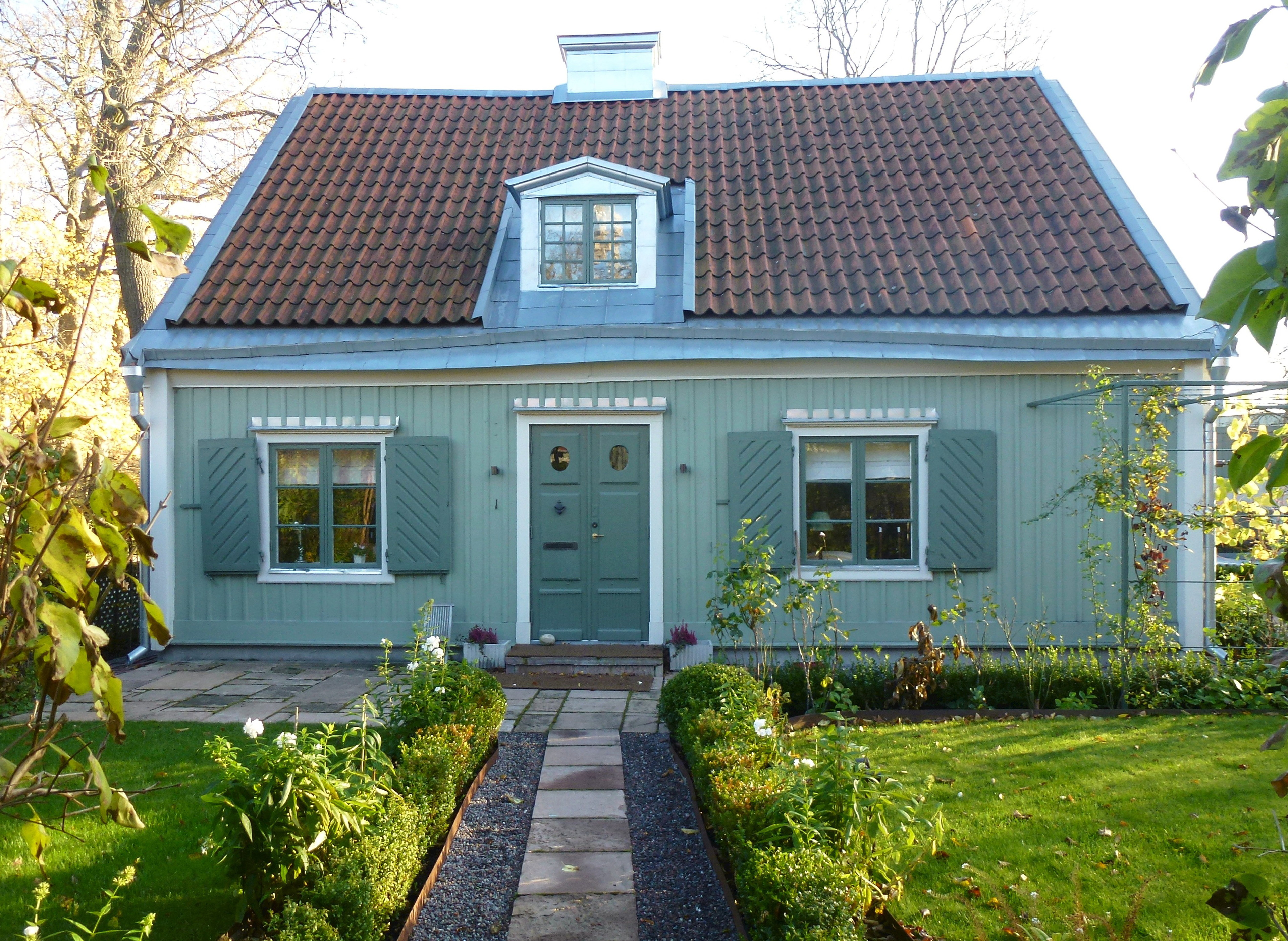
Sydöstra flygeln
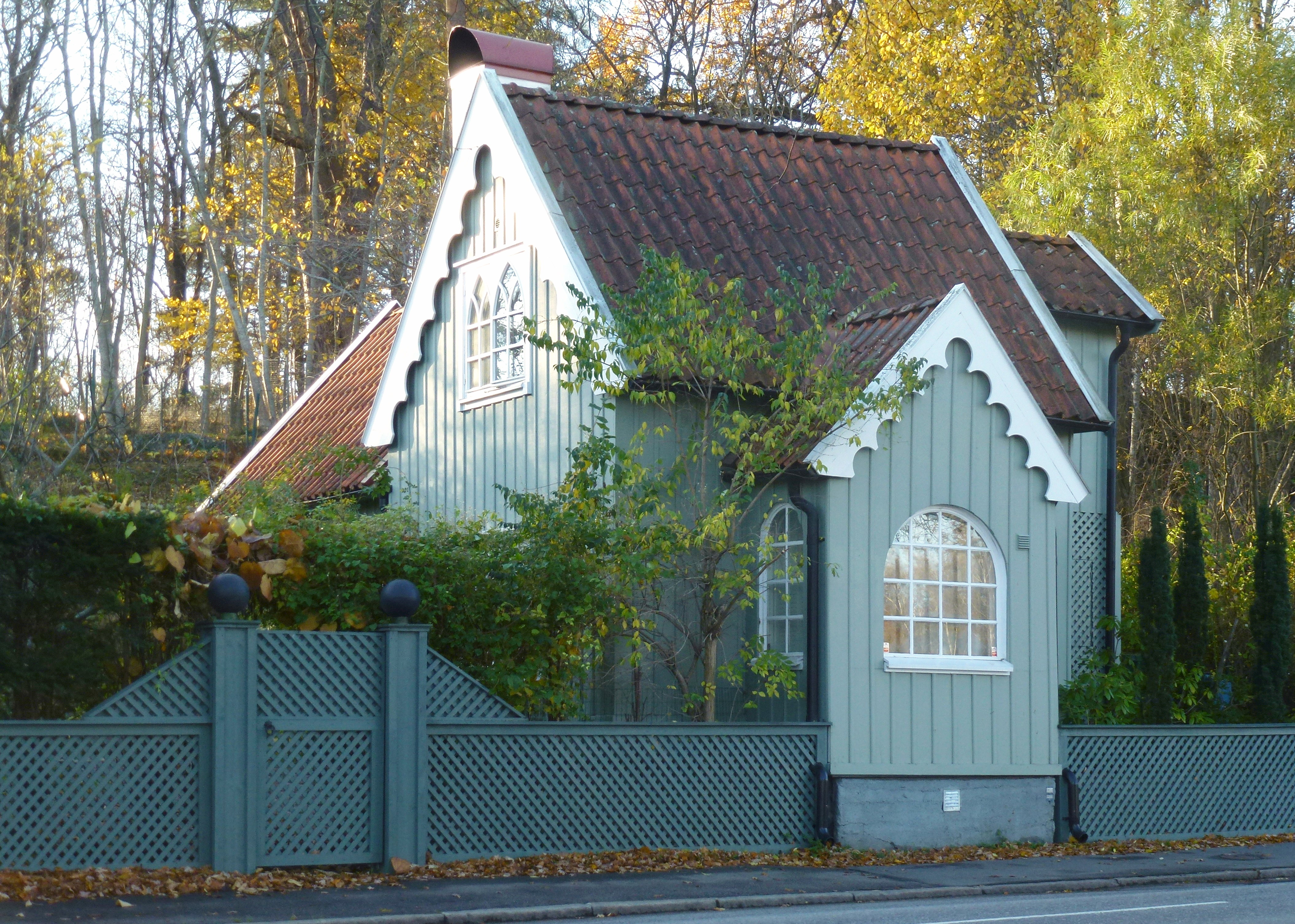
Grindstugan